# Ex palazzo della Regione Emilia-Romagna
L'ex palazzo della Regione Emilia-Romagna è un edificio situato in viale Silvani a Bologna. 

## Storia e descrizione
Il palazzo che ospita la prima sede della Regione Emilia-Romagna viene edificato su progetto dell'architetto Leone Pancaldi nel 1971, in un ampio spazio vuoto lungo viale Silvani.
La Regione Emilia-Romagna vi riunisce la maggior parte degli uffici distaccati, per poi trasferire la sua sede alla Fiera a partire dal 1985, data del completamento della nuova sede progettata da Kenzō Tange in viale Aldo Moro.